# Cryptus titubator
Cryptus titubator là một loài tò vò trong họ Ichneumonidae.